# Adriana Lecouvreur
Adriana Lecouvreur ist eine Oper in vier Akten von Francesco Cilea. Den Text verfasste Arturo Colautti nach einem Schauspiel von Eugène Scribe und Ernest Legouvé. Die Uraufführung fand am 6. November 1902 im Teatro Lirico in Mailand statt.

## Handlung

### Erster Akt
Der Star der Comédie-Française, die Schauspielerin Adriana Lecouvreur, liebt den Grafen Maurizio. Ihre Rivalin in dieser Liebe ist die Fürstin von Bouillon. Deren Mann, der Fürst von Bouillon, hat einen Brief der Fürstin an Maurizio abgefangen. Er hält seine Mätresse, die Schauspielerin Duclos, für die Absenderin, beschließt, das Paar zu überführen, und leitet den Brief an den Grafen weiter.

### Zweiter Akt
Bei dem Stelldichein anlässlich eines Festes in der Villa der Duclos bemerkt die Fürstin, dass sie Maurizios Liebe an eine andere verloren hat. Der Fürst trifft ein, bald darauf Adriana. Maurizio versteckt sich vor dem Fürsten und bittet Adriana, der Fürstin die Flucht vor ihrem Ehemann zu ermöglichen. Aus Liebe zu ihm willigt sie ein.

### Dritter Akt
Die Fürstin verschafft sich Gewissheit darüber, wer ihre Rivalin ist. Sie erzählt Adriana, Maurizio sei in einem Duell verwundet worden. An Adrianas Reaktion kann die Fürstin ihre Liebe zu dem Grafen ablesen. Für diese Finte rächt sich Adriana, indem sie bei ihrem anschließenden Auftritt die letzten Zeilen eines Monologes aus Phèdre von Racine so betont, dass sie die verkommene Moral der Fürsten anklagen.

### Vierter Akt
An ihrem Geburtstag wartet Adriana zunächst vergeblich auf Maurizio. Unter ihren Geschenken findet sich ein Kästchen mit einem Veilchenstrauß. Adriana, die die Blumen für ein Abschiedsgeschenk ihres Geliebten hält, atmet ihren Duft ein. In Wahrheit ist aber die Fürstin von Bouillon die Absenderin, die die Blumen mit einem tödlichen Gift beträufelt hat. Als Maurizio endlich erscheint, stirbt Adriana in seinen Armen.

## Hintergründe
Bei der Titelfigur handelt es sich um eine historische Person. Adrienne Lecouvreur galt zu ihrer Zeit als bedeutendste Schauspielerin Frankreichs. Sie hatte tatsächlich eine Affäre mit Moritz von Sachsen. Auch dessen Verhältnis mit der Duchesse de Bouillon ist belegt. Nach dem Tod Adrienne Lecouvreurs kursierte das Gerücht, sie sei vergiftet worden.
Ihr Leben bildete hundert Jahre später die Grundlage für ein Schauspiel von Eugène Scribe und Ernest Legouvé. Die Titelrolle in diesem Stück wurde unter anderem von Sarah Bernhardt und Eleonora Duse verkörpert.
In der Mailänder Uraufführung von Cileas Oper sang Angelica Pandolfini die Adriana, Enrico Caruso den Maurizio. Die deutschsprachige Erstaufführung fand am 15. November 1903 in Hamburg statt. Eine der bedeutendsten Sängerinnen der Titelpartie war die von Cilea hochgeschätzte Sopranistin Magda Olivero (1910–2014).

## Studio-Gesamtaufnahmen
- 1949 mit Mafalda Favero, Nicola Filacuridi, Orchestra del Teatro alle Scala di Milano, Federico del Cupolo (RCA)
- 1950 mit Carla Gavazzi, Giacinto Prandelli, Orchestra Sinfonica Nazionale della RAI Torino, Alfredo Simonetto (Cetra)
- 1961 mit Renata Tebaldi, Mario del Monaco, Orchestra dell’Accademia Nazionale di Santa Cecilia Roma, Franco Capauna (Decca)
- 1977 mit Renata Scotto, Plácido Domingo, Philharmonia Orchestra London, James Levine (CBS)
- 1985 mit Raina Kabaivanska, Alberto Cupido, Symphonie-Orchester des Bulgarischen Radio und Fernsehen, Maurizio Arena (RCA)
- 1988 mit Joan Sutherland, Carlo Bergonzi, Orchestra of the Welsh National Opera, Richard Bonynge (Decca)

## Übersetzungen
- Adriana Lecouvreur. Dramatisches Schauspiel von E. Scribe und E. Legouvé in vier Akten für die Opernbühne bearbeitet von A. Colautti. Musik von Francesco Cilèa. Deutsche Übersetzung von Walter Dahms. Casa Musicala Sonzogno, Milano 1938